# اچ‌ام‌اس اسنپر (۳۹اس)
اچ‌ام‌اس اسنپر (۳۹اس) (به انگلیسی: HMS Snapper (39S)) یک زیردریایی بود که طول آن ۲۰۸ فوت ۹ اینچ (۶۳٫۶۳ متر) بود. این زیردریایی در سال ۱۹۳۴ ساخته شد.